# Volnoïe Delo
La Fondation Volnoïe Delo a été créée par l'homme d'affaires russe Oleg Deripaska en 1998 et est devenue vers 2009 la plus grande fondation de charité privée en Russie,. Elle soutient des initiatives sociales, cherchant à apporter des solutions efficaces aux problèmes rencontrés dans les domaines de l'éducation, du développement scientifique, de la sauvegarde du patrimoine culturel, de la santé publique et de la protection sociale.[réf. nécessaire]
Volnoïe Delo signifie « Action volontaire » en russe.
Volnoïe Delo s'est développée rapidement, son budget augmentant 17 fois entre 2003 et 2010.[réf. nécessaire] Dix ans après avoir été créée, la Fondation avait déjà alloué plus de 230 millions de dollars pour soutenir plus de 400 programmes de charité.
Plus de 86 000 écoliers, 4 000 enseignants, 8 000 étudiants, 4 000 universitaires, 1 000 retraités et plus de 1 100 institutions éducatives, scientifiques, culturelles, médicales, sportives, religieuses et autres ont été destinataires des fonds affectés par Volnoïe Delo.
La Fondation soutient l'université d'État de Moscou et l'université d'État de Saint-Pétersbourg, le musée de l'Ermitage, le théâtre Bolchoï et le théâtre Mariinsky.